# Erin Maxwell
Erin Maxwell (7 de mayo de 1979) es una deportista estadounidense que compitió en vela en la clase 470. Ganó una medalla de oro en el Campeonato Mundial de 470 de 2008.

## Palmarés internacional
| \| Campeonato Mundial \| Campeonato Mundial \| Campeonato Mundial \| Campeonato Mundial \| \| Año \| Lugar \| Medalla \| Clase \| \| ------------------ \| --------------------- \| ------------------ \| ------------------ \| \| 2008 \| Melbourne (Australia) \| Medalla de oro \| 470 \| |                       |                |       |
| Campeonato Mundial |                       |                |       |
| Año | Lugar                 | Medalla        | Clase |
| 2008 | Melbourne (Australia) | Medalla de oro | 470   |